# Koprivnik
Koprivnik är en bergskedja i Kosovo. Den ligger i den västra delen av landet, 80 km väster om huvudstaden Priština.